# St. John's Maple Leafs
St. John's Maple Leafs var Toronto Maple Leafs farmarlag (1991–2005). Klubben flyttade sedan till Toronto och går nu under namnet Toronto Marlies.